# NBA-Draft 1984

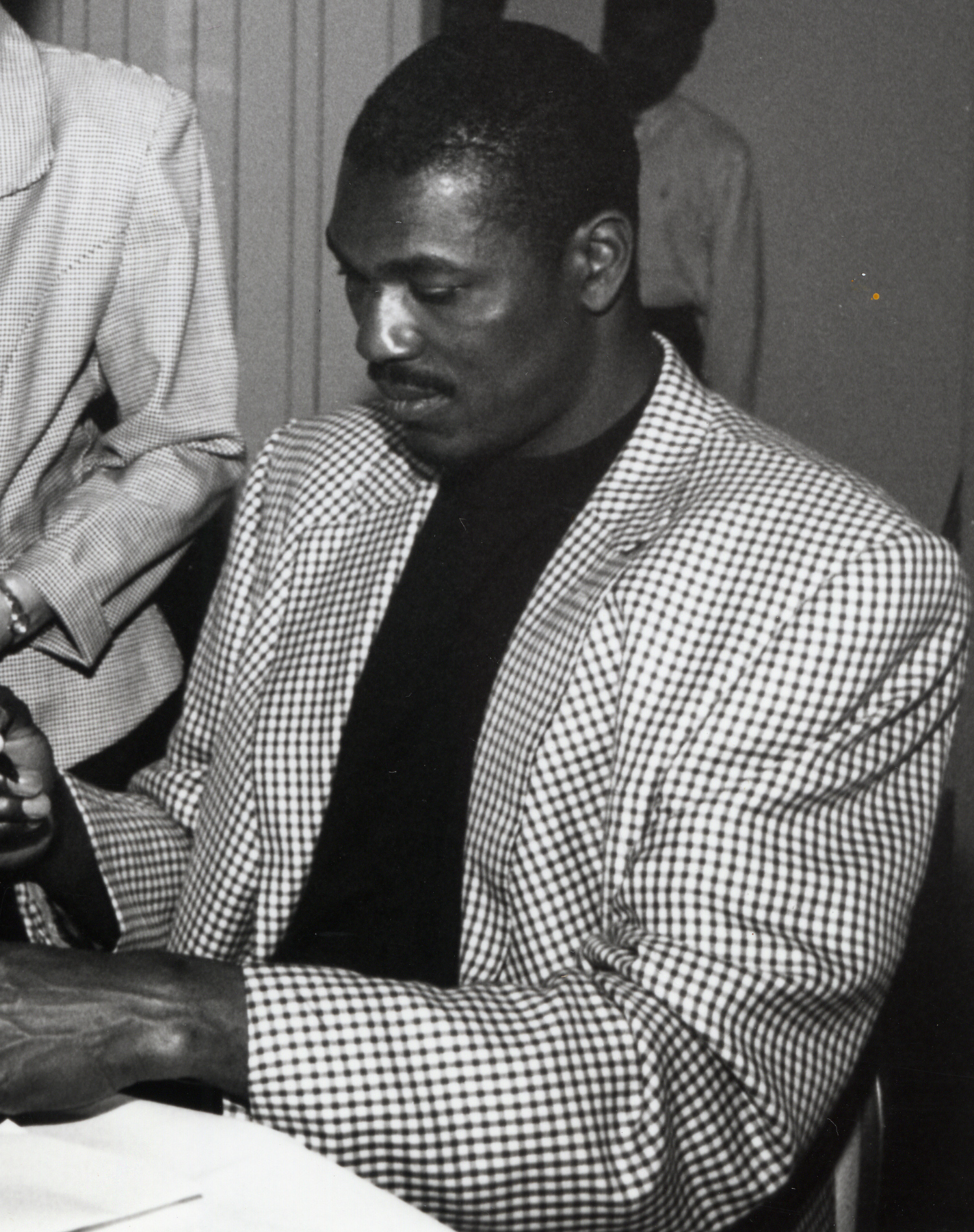
Hakeem Olajuwon

Der NBA-Draft 1984 wurde am 19. Juni 1984 in New York City durchgeführt. Insgesamt gab es zehn Runden. Die erste Runde bestand aus 24 Picks. Die Cleveland Cavaliers erhielten als Kompensation für die von Ted Stepien getradeten Draftpicks eine weitere Wahl.
An erster Position wurde Hakeem Olajuwon von den Houston Rockets gewählt.
Der 1984er Jahrgang gilt als vielleicht bester in der Geschichte des NBA-Drafts. Er brachte neben Hakeem Olajuwon unter anderem Michael Jordan, Charles Barkley und John Stockton hervor. Die Drei spielten für die US-amerikanische Basketballnationalmannschaft bei den Olympischen Sommerspielen 1992 in Barcelona im legendären Dream Team. Der 1993 eingebürgerte Hakeem Olajuwon, Charles Barkley und John Stockton nahmen an den Olympischen Sommerspielen 1996 in Atlanta teil. Alle vier wurden in die Naismith Memorial Basketball Hall of Fame aufgenommen.
Von den insgesamt 228 ausgewählten Spielern absolvierten 58 mindestens ein NBA-Spiel.

## Reihenfolge
Der 1984er Draft war der letzte Draft vor der Einführung der Draft Lottery. Die erste Wahl wurde zwischen den schlechtesten Mannschaften beider Conferences aus der Saison 1983/84 ausgelost. Die Houston Rockets gewannen den Münzwurf gegen die Indiana Pacers, die ihren Pick an die Portland Trail Blazers transferiert hatten. Die weitere Reihenfolge wurde durch den Anteil der verlorenen Spiele in der Vorsaison unabhängig von der Conference bestimmt. Ab der zweiten Draftrunde war ausschließlich der Anteil der verlorenen Spiele ausschlaggebend für die Reihenfolge.
Insgesamt sieben Erst- und 17 Zweitrundenpicks waren aufgrund von Transfervereinbarungen der vergangenen Jahre auf andere Mannschaften übertragen worden.

## Draftpicks
- Mitglieder der Naismith Memorial Basketball Hall of Fame sind farblich hervorgehoben

| Runde | Pick | Spieler (Position)      | Nat.               | NBA Team               | vorheriges Team/College                     | Spiele (reg.) | Punkte | All-Star | Meister |
| ----- | ---- | ----------------------- | ------------------ | ---------------------- | ------------------------------------------- | ------------- | ------ | -------- | ------- |
| 1     | 1    | Hakeem Olajuwon (C)     | Nigeria            | Houston Rockets        | University of Houston                       | 1238          | 26946  | 12       | 2       |
| 1     | 2    | Sam Bowie (C)           | Vereinigte Staaten | Portland Trail Blazers | University of Kentucky                      | 511           | 5564   |          |         |
| 1     | 3    | Michael Jordan (SG/SF)  | Vereinigte Staaten | Chicago Bulls          | University of North Carolina at Chapel Hill | 1072          | 32292  | 14       | 6       |
| 1     | 4    | Sam Perkins (PF/C)      | Vereinigte Staaten | Dallas Mavericks       | University of North Carolina at Chapel Hill | 1286          | 15324  |          |         |
| 1     | 5    | Charles Barkley (PF)    | Vereinigte Staaten | Philadelphia 76ers     | Auburn University                           | 1073          | 23757  | 11       |         |
| 1     | 6    | Melvin Turpin (C)       | Vereinigte Staaten | Washington Bullets     | University of Kentucky                      | 361           | 3071   |          |         |
| 1     | 7    | Alvin Robertson (SG)    | Vereinigte Staaten | San Antonio Spurs      | University of Arkansas                      | 779           | 10882  | 4        |         |
| 1     | 8    | Lancaster Gordon (SG)   | Vereinigte Staaten | Los Angeles Clippers   | University of Louisville                    | 201           | 1125   |          |         |
| 1     | 9    | Otis Thorpe (PF)        | Vereinigte Staaten | Kansas City Kings      | Providence College                          | 1257          | 17600  | 1        | 1       |
| 1     | 10   | Leon Wood (SG)          | Vereinigte Staaten | Philadelphia 76ers     | California State University, Fullerton      | 274           | 1742   |          |         |
| 1     | 11   | Kevin Willis (PF/C)     | Vereinigte Staaten | Atlanta Hawks          | Michigan State University                   | 1424          | 17253  | 1        | 1       |
| 1     | 12   | Tim McCormick           | Vereinigte Staaten | Cleveland Cavaliers    | University of Michigan                      | 483           | 4030   |          |         |
| 1     | 13   | Jay Humphries           | Vereinigte Staaten | Phoenix Suns           | University of Colorado Boulder              | 788           | 8772   |          |         |
| 1     | 14   | Michael Cage (PF)       | Vereinigte Staaten | Los Angeles Clippers   | San Diego State University                  | 1140          | 8278   |          |         |
| 1     | 15   | Terrance Stansbury (SG) | Vereinigte Staaten | Dallas Mavericks       | Temple University                           | 192           | 1200   |          |         |
| 1     | 16   | John Stockton (PG)      | Vereinigte Staaten | Utah Jazz              | Gonzaga University                          | 1504          | 19711  | 10       |         |
| 1     | 17   | Jeff Turner (PF)        | Vereinigte Staaten | New Jersey Nets        | Vanderbilt University                       | 612           | 3697   |          |         |
| 1     | 18   | Vern Fleming (SF/SG)    | Vereinigte Staaten | Indiana Pacers         | University of Georgia                       | 893           | 10125  |          |         |
| 1     | 19   | Bernard Thompson        | Vereinigte Staaten | Portland Trail Blazers | California State University, Fresno         | 204           | 1078   |          |         |
| 1     | 20   | Tony Campbell           | Vereinigte Staaten | Detroit Pistons        | Ohio State University                       | 690           | 7994   |          | 1       |
| 1     | 21   | Kenny Fields            | Vereinigte Staaten | Milwaukee Bucks        | University of California, Los Angeles       | 184           | 1140   |          |         |
| 1     | 22   | Tom Sewell              | Vereinigte Staaten | Philadelphia 76ers     | Lamar University                            | 21            | 20     |          |         |
| 1     | 23   | Earl Jones (C)          | Vereinigte Staaten | Los Angeles Lakers     | University of the District of Columbia      | 14            | 13     |          |         |
| 1     | 24   | Michael Young (PF)      | Vereinigte Staaten | Boston Celtics         | University of Houston                       | 49            | 223    |          |         |
| 2     | 25   | Devin Durrant           | Vereinigte Staaten | Indiana Pacers         | Brigham Young University                    | 63            | 317    |          |         |
| 2     | 26   | Victor Fleming          | Vereinigte Staaten | Portland Trail Blazers | Xavier University                           | 0             |        |          |         |
| 2     | 27   | Ron Anderson (SG/SF)    | Vereinigte Staaten | Cleveland Cavaliers    | California State University, Fresno         | 664           | 7056   |          |         |
| 2     | 28   | Cory Blackwell          | Vereinigte Staaten | Seattle SuperSonics    | University of Wisconsin–Madison             | 60            | 202    |          |         |
| 2     | 29   | Stuart Gray             | Panama             | Indiana Pacers         | UCLA Bruins                                 | 386           | 906    |          |         |
| 2     | 30   | Steve Burtt             | Vereinigte Staaten | Golden State Warriors  | Iona College                                | 101           | 584    |          |         |
| 2     | 31   | Jay Murphy              | Vereinigte Staaten | Golden State Warriors  | Boston College                              | 67            | 160    |          |         |
| 2     | 32   | Eric Turner             | Vereinigte Staaten | Detroit Pistons        | University of Michigan                      | 0             |        |          |         |
| 2     | 33   | Steve Colter            | Vereinigte Staaten | Portland Trail Blazers | New Mexico State University                 | 526           | 3319   |          |         |
| 2     | 34   | Tony Costner            | Vereinigte Staaten | Washington Bullets     | Saint Joseph’s University                   | 0             |        |          |         |
| 2     | 35   | Othell Wilson           | Vereinigte Staaten | Golden State Warriors  | University of Virginia                      | 127           | 535    |          |         |
| 2     | 36   | Charles A. Jones        | Vereinigte Staaten | Phoenix Suns           | University of Louisville                    | 201           | 1015   |          |         |
| 2     | 37   | Ben Coleman             | Vereinigte Staaten | Chicago Bulls          | University of Maryland, College Park        | 227           | 1494   |          |         |
| 2     | 38   | Charles Sitton          | Vereinigte Staaten | Dallas Mavericks       | Oregon State University                     | 43            | 91     |          |         |
| 2     | 39   | Danny Young             | Vereinigte Staaten | Seattle SuperSonics    | Wake Forest University                      | 574           | 2622   |          |         |
| 2     | 40   | Anthony Teachey         | Vereinigte Staaten | Dallas Mavericks       | Wake Forest University                      | 0             |        |          |         |
| 2     | 41   | Tom Sluby               | Vereinigte Staaten | Dallas Mavericks       | University of Notre Dame                    | 31            | 73     |          |         |
| 2     | 42   | Willie White            | Vereinigte Staaten | Denver Nuggets         | University of Tennessee at Chattanooga      | 82            | 302    |          |         |
| 2     | 43   | Greg Wiltjer            | Kanada             | Chicago Bulls          | University of Victoria                      | 0             |        |          |         |
| 2     | 44   | Fred Reynolds           | Vereinigte Staaten | Washington Bullets     | University of Texas at El Paso              | 0             |        |          |         |
| 2     | 45   | Gary Plummer            | Vereinigte Staaten | Golden State Warriors  | Boston University                           | 126           | 531    |          |         |
| 2     | 46   | Jerome Kersey (SF)      | Vereinigte Staaten | Portland Trail Blazers | Longwood University                         | 1153          | 11825  |          | 1       |
| 2     | 47   | Ronnie Williams         | Vereinigte Staaten | Boston Celtics         | University of Florida                       | 0             |        |          |         |
| 3     | 50   | Ben McDonald (F)        | Vereinigte Staaten | Cleveland Cavaliers    | University of California, Irvine            | 176           | 1061   |          |         |
| 3     | 51   | Jim Petersen (F/C)      | Vereinigte Staaten | Houston Rockets        | University of Minnesota                     | 491           | 3397   |          |         |
| 3     | 57   | Joe Binion (F)          | Vereinigte Staaten | San Antonio Spurs      | NC A&T                                      | 11            | 14     |          |         |
| 3     | 61   | Jeff Cross (F)          | Vereinigte Staaten | Dallas Mavericks       | University of Maine                         | 21            | 26     |          |         |
| 3     | 62   | David Pope (F)          | Vereinigte Staaten | Utah Jazz              | Norfolk State University                    | 33            | 62     |          |         |
| 3     | 68   | Butch Graves (G)        | Vereinigte Staaten | Philadelphia 76ers     | Yale University                             | 4             | 5      |          |         |
| 3     | 70   | Rick Carlisle (PG)      | Vereinigte Staaten | Boston Celtics         | University of Virginia                      | 188           | 422    |          | 1       |
| 4     | 71   | Ralph Jackson (G)       | Vereinigte Staaten | Indiana Pacers         | UCLA Bruins                                 | 1             | 2      |          |         |
| 4     | 76   | Jim Grandholm (F)       | Vereinigte Staaten | Washington Bullets     | University of South Florida                 | 26            | 79     |          |         |
| 4     | 80   | Carl Henry (G)          | Vereinigte Staaten | Kansas City Kings      | University of Kansas                        | 28            | 78     |          |         |
| 4     | 86   | Jim Rowinski (F)        | Vereinigte Staaten | Utah Jazz              | Purdue University                           | 23            | 57     |          |         |
| 4     | 87   | Bob Thornton (F/C)      | Vereinigte Staaten | New York Knicks        | University of California, Irvine            | 283           | 844    |          |         |
| 4     | 90   | Ozell Jones (F/C)       | Vereinigte Staaten | San Antonio Spurs      | California State University, Fullerton      | 70            | 245    |          |         |
| 6     | 120  | McKinley Singleton (G)  | Vereinigte Staaten | Milwaukee Bucks        | University of Alabama at Birmingham         | 2             | 4      |          |         |
| 6     | 131  | Oscar Schmidt           | Brasilien 1968     | New Jersey Nets        | Juventus Caserta                            | 0             |        |          |         |
| 6     | 133  | Eddie Lee Wilkins (F/C) | Vereinigte Staaten | New York Knicks        | Gardner–Webb University                     | 322           | 1534   |          |         |
| 7     | 140  | Kenton Edelin (F)       | Vereinigte Staaten | Indiana Pacers         | University of Virginia                      | 10            | 11     |          |         |
| 7     | 156  | Ken Bannister (F/C)     | Vereinigte Staaten | New York Knicks        | St. Augustine’s University                  | 253           | 1501   |          |         |
| 9     | 185  | Brian Martin (F)        | Vereinigte Staaten | Indiana Pacers         | University of Kansas                        | 8             | 6      |          |         |
| 10    | 208  | Carl Lewis              | Vereinigte Staaten | Chicago Bulls          | University of Houston                       | 0             |        |          |         |